# Вільгельм Гербіґ

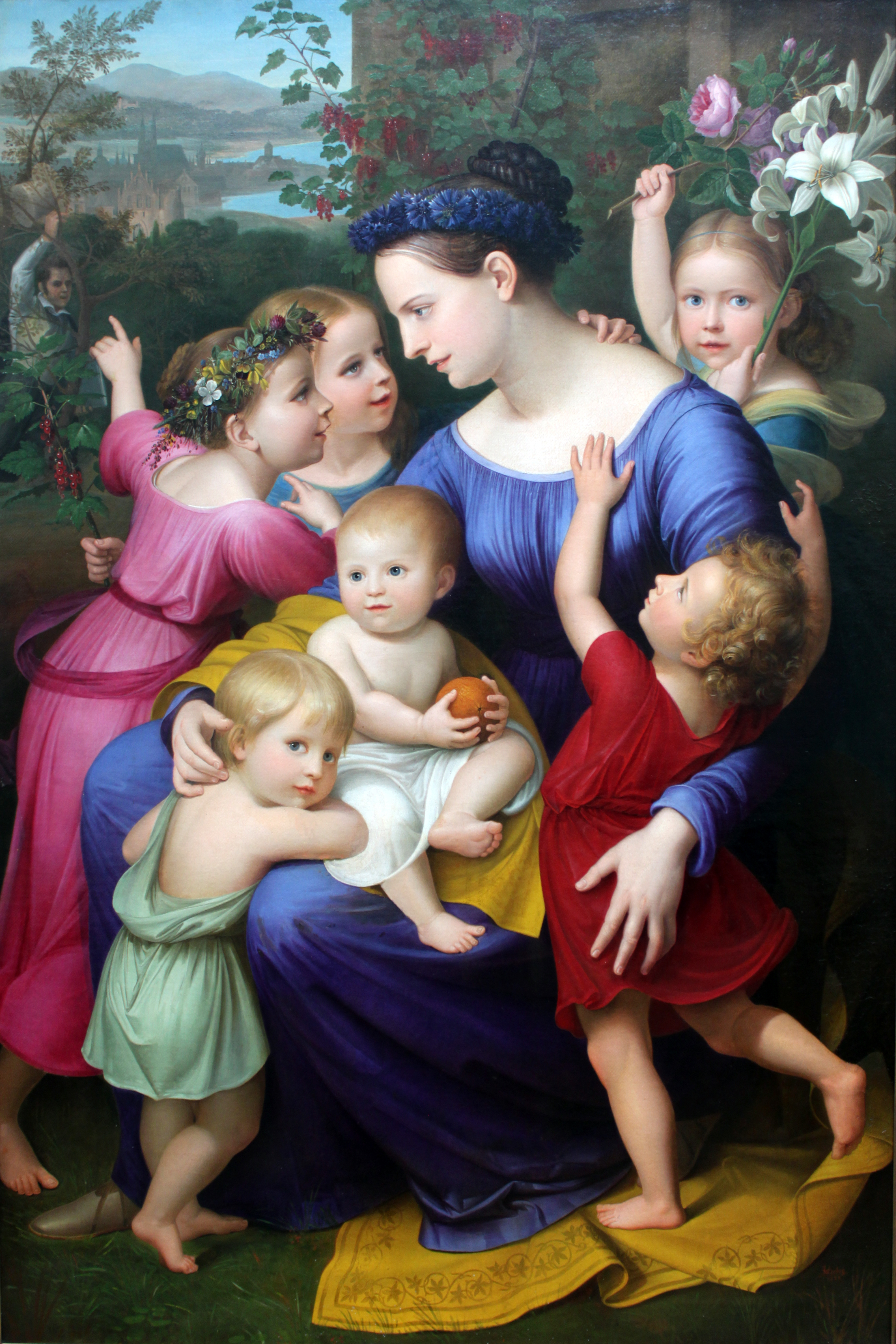
Портрет дружини з дітьми

Фрідріх Вільгельм Генріх Гербіґ (нім. Friedrich Wilhelm Herbig; 22 квітня 1788, Потсдам — 5 липня 1861, Берлін) — німецький митець і професор мистецтва.

## Життя і творчість
Його батько, Фрідріх Гербіґ (1754–1832), був віолончелістом, грав у камерному ансамблі. Його брат Фрідріх Авґуст Гербіґ, готувався стати видавцем. Спочатку Вільгельм Гербіґ навчався у Хрістофа Франца Гіллнера (1745–1812), портретиста та релігійного художника. Проте більшість уроків мистецтва він отримав від свого друга, Карла Кольбе, який почав навчатися мистецтва ще в дитинстві.
Він пішов добровольцем у єгерську піхоту в час наполеонівських війн і став відомим завдяки створеним батальним сценам. Під час битви під Дрезденом у 1813 році він захворів і був госпіталізований у Празі. Одужавши, він все ще не чувся добре і звільнився з армії.
Гербіґ продовжував створювати картини на військову тематику; в тому числі портрети лідерів, якими він захоплювався. Малював також жанрові сцени та твори на релігійну тематику. Його автопортрет і контрастне зображення його дружини Генрієтти (1796-1851) з їхніми шістьма дітьми є одними з його найвідоміших робіт.
З 1822 року і до самої смерті він був членом Прусської академії мистецтв. Після смерті Йоганна Ґотфріда Шадова в 1850 році він був призначений виконувачем обов'язків директора Академії. Він також був членом масонської ложі «Zum Widder» (До Барана/ Овна). У 1848 році нагороджений орденом Червоного Орла.
Він помер у віці сімдесяти чотирьох років і був похований поруч із дружиною, яка померла десятьма роками раніше. У 1969 році це місце було названо «Ehrengrab» (почесна могила).

## Подальше читання
- Irmgard Wirth: Berliner Malerei im 19. Jahrhundert. Siedler Verlag, Berlin 1990, ISBN 3-572-10011-9 p. 150